# Piotr Życki
Piotr Tomasz Życki – polski astronom, profesor doktor habilitowany.

## Życiorys
Ukończył studia fizyczne na Uniwersytecie Warszawskim w 1991 roku. Obronił doktorat w 1995 roku, stopień doktora habilitowanego uzyskał w 2002 roku, a tytuł profesorski – w 2008 roku. Obecnie pracuje jako profesor zwyczajny Centrum Astronomicznego im. Mikołaja Kopernika Polskiej Akademii Nauk w Warszawie. W latach 2014–2022 pełnił funkcję dyrektora tego instytutu. W 1995 roku dokonał rejestracji Klubu Astronomicznego Almukantarat, w którym pełnił funkcję prezesa w latach 1986–1995. Interesuje się głównie astrofizyką wysokich energii.

## Niektóre publikacje naukowe
- 2009, Spectral variation of the Seyfert 1 galaxy MCG-6-30-15 observed with Suzaku, PASJ, 61, 1355, Piotr Tomasz Życki, T. Miyakawa, K. Ebisawa, Y. Terashima, F. Tsuchihashi, H. Inoue
- 2008, On the variability and spectral distortion of fluorescent iron lines from black hole accretion disks, MNRAS, 386, 759, Piotr Tomasz Życki, Andrzej  Maciołek-Niedźwiecki,
- 2007, Energy spectra of X-ray quasi-periodic oscillations in accreting black hole binaries, CUP, 2007, Piotr Tomasz Życki, Sobolewska M., Niedźwiecki A.
- 2007, On the role of relativistic effects in X-ray variability of AGN, ASP, 2007, Piotr Tomasz Życki, Niedźwiecki A.
- 2007, Modelling the energy dependencies of high-frequency QPO in black hole X-ray binaries, Monthly Notices of Royal Astronomical Society, * 2007, Piotr Tomasz Życki, Niedźwiecki A. and M. A. Sobolewska
- 2007, On variability and spectral distortion of the fluorescent iron lines from black hole accretion discs, Monthly Notices of Royal Astronomical Society, 2007, Piotr Tomasz Życki, Niedźwiecki A.
- 2006, X-Ray Emission from Megamaser Galaxy IC 2560, The Astrophysical Journal, 636, 2006, Piotr Tomasz Życki, Madejski G., Done C., Greenhill L.
- 2006, Spectral and Fourier analyses of X-ray QPO in accreting black holes, Monthly Notices of Royal Astronomical Society, 370, 2006, Piotr Tomasz Życki, Sobolewska M.
- 2005, On the influence of relativistic effects on X-ray variability of accreting black holes, Monthly Notices of Royal Astronomical Society, 359, 2005, Piotr Tomasz Życki, Niedźwiecki A.
- 2005, Modelling the energy dependencies of X-ray quasi-periodic oscillations in accreting compact objects, Monthly Notices of Royal Astronomical Society, 364, 2005, Piotr Tomasz Życki, Sobolewska M.
- 2004, Modelling the variability of the Fe K alpha line in accreting black holes, Monthly Notices of Royal Astronomical Society, 351, 2004, Piotr Tomasz Życki,
- 2004, High redshift radio quiet quasars – exploring parameter space of accretion models. Part II: patchy corona model, The Astrophysical Journal, 617, 2004, Piotr Tomasz Życki, Sobolewska M., Siemiginowska A.